# Stadium Municipal de Toulouse
Stadium Municipal de Toulouse är en multifunktionsarena i Toulouse, Frankrike. Den är hemarena för fotbollslaget Toulouse FC, och Frankrikes herrlandslag i rugby. Arenan invigdes 1937.